# Agnieszka z Châtillon
Agnieszka z Châtillon, Anna antiocheńska (antiochijska) (ur. 1154, zm. 1184) – księżniczka antiocheńska, córka władców Antiochii Konstancji i Renalda z Châtillon.
Królowa Węgier w latach 1172–1184 jako pierwsza żona Beli III. Na Węgrzech królowa używała imienia Anna.
Przypadkowe odkrycie jej nienaruszonego grobu w czasie Wiosny Ludów stało się okazją do patriotycznych manifestacji. Anna antiocheńska jest jedyną XII-wieczną królową Węgier, której szczątki zostały przebadane przez naukowców, a jej wygląd zrekonstruowany.

## Życiorys

### Pochodzenie
Anna była córką z drugiego małżeństwa księżnej Antiochii Konstancji i przybyłego z Francji rycerza Renalda z Châtillon. Po matce Anna była potomkinią normańskich książąt Apulii i Kalabrii, królów Francji, królów Jerozolimy oraz władców Armenii i Cylicji, natomiast poprzez ojca była spokrewniona z burgundzkimi rodami władającymi Châtillon-sur-Loing (obecnie Châtillon-Coligny), Gien-sur-Loire, Semur-en-Brionnais i Bourbon-Lancy.
Dokładna data narodzin i pierwotne imię Anny nie są pewne. Przyjmuje się, że narodziła się wkrótce po potajemnym ślubie rodziców, zawartym przed majem 1153 roku. Najczęściej spotykaną w literaturze przedmiotu datą narodzin Anny jest rok 1154.
Na chrzcie księżniczka antiocheńska prawdopodobnie otrzymała imię Agnieszka.

### Pobyt na dworze bizantyjskim
Po śmierci matki, w okresie kilkunastoletniego pobytu ojca w niewoli, Agnieszka opuściła Antiochię i znalazła się w Konstantynopolu, gdzie przebywała na dworze starszej, przyrodniej siostry Marii antiocheńskiej, żony cesarza Manuela I. 

### Małżeństwo
W Konstantynopolu Agnieszka została żoną węgierskiego księcia wychowującego się na cesarskim dworze – cezara Aleksego, który w roku 1172 odziedziczył tron Węgier jako Bela III. Nie jest znana data ślubu Agnieszki i Aleksego. Najwcześniej mogło do niego dojść około 1168 roku, a najpóźniej w 1172 roku. W literaturze przedmiotu pojawiają się dwie dokładniejsze daty zaślubin księżniczki antiocheńskiej Agnieszki z cezarem Aleksym – wrzesień 1169 roku oraz marzec 1171 roku.
Prawdopodobnie jeszcze na dworze siostry Agnieszka przyjęła nowe imię. W dokumentach węgierskich występowała zawsze jako Anna.

### Koronacja

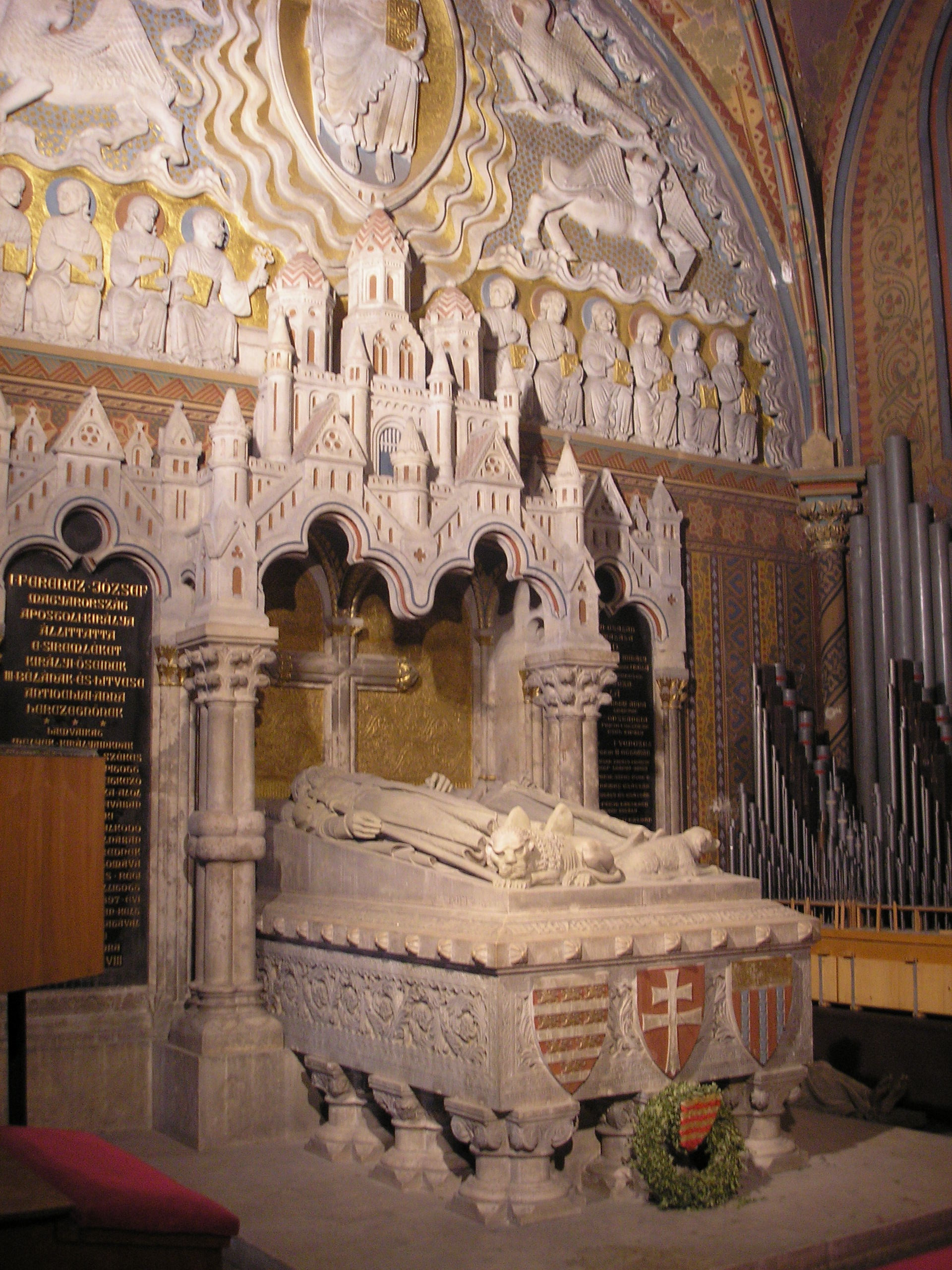
XIX-wieczny sarkofag Anny i jej męża w kościele Macieja w Budapeszcie

W roku 1173 Anna z Antiochii została koronowana na królową Węgier w katedrze św. Stefana w Székesfehérvár. Możliwe, że corona graeca (korona grecka), będąca integralną częścią późniejszej korony św. Stefana, została sporządzona na Węgrzech dla Anny jako przeróbka stuletniego bizantyńskiego diademu Gejzy I, stając się koroną królowej.

### Działalność
Annie antiocheńskiej i jej dworskiemu otoczeniu przypisuje się wpływ na rozpowszechnienie w Królestwie Węgierskim wzorów kultury francuskiej. 
Z działalnością królowej Anny łączy się również sprowadzenie na Węgry z Burgundii pierwszych mnichów cysterskich. Królowa mogła utrzymywać kontakty z burgundzkimi cystersami dzięki powiązaniom rodowym. Pierwsze klasztory cysterskie na Węgrzech, fundowane od roku 1182, były bowiem domami filialnymi trzech opactw cysterskich położonych w pobliżu Pontigny, a okoliczne majątki ziemskie należały do rodu Donzy, z którego wywodziła się Anna.

### Potomstwo
Królowa urodziła co najmniej sześcioro znanych z imienia dzieci, z których dwaj synowie Emeryk i Andrzej II zostali królami Węgier, córka Małgorzata poślubiła bizantyjskiego cesarza, a córka Konstancja została królową Czech.
Anna antiocheńska była przodkinią wszystkich kolejnych Arpadów zasiadających na tronie węgierskim, jak również poślubionych Piastom królewien węgierskich Kingi i Jolanty. Od Anny wywodzili się po kądzieli królowie Czech z rodów Przemyślidów, Luksemburgów i Habsburgów, licząc od Wacława I oraz królowie Polski z dynastii Piastów, Andegawenów, Jagiellonów i Wazów, począwszy od Kazimierza Wielkiego

### Śmierć
Data śmierci królowej Anny nie została odnotowana w źródłach, jednak przyjmuje się, że zmarła w roku 1184, chociaż nie można wykluczyć daty nieco wcześniejszej.

## Pochówek

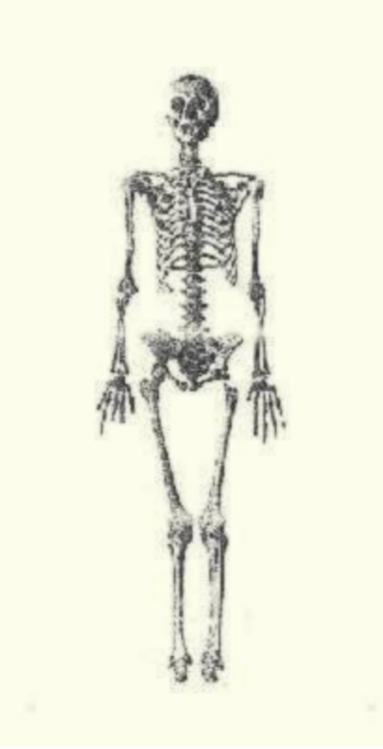
Szkielet Anny w ułożeniu anatomicznym

Królową Annę pochowano w katedrze św. Stefana w Székesfehérvár (później katedrze Najświętszej Marii Panny). Jej grób został odnaleziony w grudniu 1848 roku podczas prac ziemnych prowadzonych w pobliżu katedry.
W październiku 1898 roku odbył się uroczysty, powtórny pogrzeb pary królewskiej. Szczątki złożono w kościele Najświętszej Marii Panny (tzw. kościół Macieja) w Budapeszcie w nowym sarkofagu z figurami zmarłych.

### Odkrycie grobu
W grudniu 1848 roku robotnicy niespodziewanie natknęli się na bok kamiennego sarkofagu, który krył szczątki kobiety, wyroby złotnicze (koronę i pierścień) oraz tekstylia, w tym fragmenty nakrycia głowy (ażurowy welon lub siatkę na włosy i ozdoby warkoczy w formie rozetek). W pobliżu pierwszego sarkofagu odkryto kolejne nienaruszone pochówki.
Dokonując analizy stylistycznej znalezionych w grobach zabytków i opierając się na wynikach badań archiwalnych, János Érdy zidentyfikował dwa szkielety z insygniami władzy królewskiej jako zwłoki Beli III i Anny antiocheńskiej.

### Badanie szczątków
W styczniu 1967 roku, w trakcie prac konserwatorskich przeprowadzanych w kościele Macieja, otworzono grobowiec Anny antiocheńskiej i Beli III. Antropolodzy i lekarze sądowi oszacowali wiek kostny królowej Anny na około 35 lat w chwili śmierci, a wzrost na około 161 cm. Następstwem wielokrotnych porodów były m.in. bardzo poważne niedobory składników mineralnych w obrębie kości królowej.
Na podstawie wykonanego wówczas odlewu czaszki Károly Árpás w roku 1977 zrekonstruował wygląd królowej Anny.
Przy okazji ponownego otwarcia grobowca w listopadzie 1984 roku powtórnie przebadano szczątki Anny antiocheńskiej. Wiek kostny królowej oszacowano na bardziej zaawansowany – około 38, maksymalnie do 42 lat. Szybkie starzenie się organizmu Anny antiocheńskiej tłumaczono cechami osobniczymi, a przede wszystkim zaawansowaną osteoporozą. Stan chorobowy królowej nasilały wielokrotne ciąże w trakcie kilkunastoletniego małżeństwa.